# Fred Cox
Frederick William Cox, detto Fred (Monongahela, 11 dicembre 1938 – Monticello, 20 novembre 2019), è stato un giocatore di football americano statunitense che ha giocato nel ruolo di placekicker per i Minnesota Vikings della National Football League (NFL). Scelto all'8º giro come 110º assoluto al Draft NFL 1961 dai Cleveland Browns e al 28º giro al Draft AFL 1961 dai New York Titans, Cox aveva in precedenza giocato a football presso l'Università di Pittsburgh. È soprannominato "Super Toe" (it. Super Punta).

## Carriera universitaria
Dopo aver ricoperto il ruolo di punter e di kicker ai tempi dell'high school, Cox durante i suoi 3 anni con la maglia dei Pittsburgh Panthers, la squadra di football dell'Università di Pittsburgh, non solo continuò a giocare in quei ruoli, ma fu impiegato anche come defensive back e soprattutto come running back, ruolo nel quale totalizzò 861 yard corse per una media di 4,9 yard a portata e 2 touchdown, e 437 yard ricevute per una media di 14,1 yard a ricezione e 3 touchdown. A Pittsburgh inoltre giocò assieme al futuro compagno di squadra ai Vikings Ed Sharockman ed al grande tight-end, allenatore e futuro Hall of Famer Mike Ditka.

## Carriera professionistica

### Minnesota Vikings
Selezionato nel 1961 sia al Draft AFL dai New York Titans al 28º come 221ª scelta assoluta, sia al Draft NFL dai Cleveland Browns all'8º giro come 110ª scelta assoluta, Cox preferì giocare per questi ultimi, che lo avevano selezionato per impiegarlo come fullback nelle corse in aiuto ad uno dei più grandi, se non il più grande running back della storia del football, ovvero Jim Brown. Tuttavia l'esperimento era destinato a naufragare dopo soli pochi giorni dall'inizio del training camp del 1962 a seguito di un infortunio alla schiena che spinse Paul Brown, leggendario capo-allenatore della franchigia che porta il suo nome, a chiedere a Cox di cambiare e ricoprire il ruolo di kicker. I Browns tuttavia erano ampiamente coperti in tale ruolo, potendo contare su un kicker (oltre che offensive tackle) della levatura di Lou Groza, il quale tuttavia fu non solo uno scomodo concorrente per la corsa al posto da titolare, ma anche e soprattutto una importantissima fonte di insegnamento.
Cox tuttavia non giocò mai per i Browns, i quali prima dell'ultima gara di esibizione lo cedettero ai Vikings, che a loro volta lo svincolarono il giorno seguente alla prima partita da lui disputata con la divisa viola, nonostante si fosse ben comportato in tale partita. Norm Van Brocklin, allora capo-allenatore della franchigia del Minnesota, disse a Cox che avrebbe voluto tenerlo a roster ma che nel contempo le restrizioni della lega, che prevedevano un massimo di 36 giocatori per squadra, non gli concedevano il lusso di tenere un posto libero per un giocatore che non faceva nient'altro che calciare. Pertanto Cox fece ritorno in Pennsylvania dove per un anno si diede all'insegnamento, mentre i Vikings decisero di trattenere Mike Mercer per calciare field goal e punt.
L'anno seguente Mercer lasciò Vikings ed NFL per trasferirsi in AFL presso gli Oakland Raiders, e così i Vikings richiamarono Cox in Minnesota per un altro periodo di prova, al termine del questa volta fu scelto per vestire i panni di kicker e punter della franchigia. Il primo anno Cox stabilì subito il record della giovane franchigia di field goal segnati in una singola stagione (12) ma nel contempo fece registrare una media di yard calciate nei punt non eccezionale (38,7) per colpa di Van Brocklin, il quale gli impediva di cambiarsi le scarpe costringendolo ad usare pertanto quelle da kicker con le quali non si trovava a suo agio nei punt a causa della punta piatta nel mezzo e rialzata circa 5 centimetri all'estremità. Nel 1964 l'espansione del roster da 37 a 40 giocatori previsto dal nuovo regolamento della lega fece sì che i Vikings potessero ingaggiare un punter e Cox potesse dedicarsi solo a curare il lavoro di kicker. Quell'anno Cox migliorò sensibilmente le sue statistiche dell'anno precedente, chiudendo 7º nella lega per punti segnati, a 12 marcature dal suo modello d'ispirazione Lou Groza.
Le sue migliori stagioni coincisero con l'ascesa dei Vikings a squadra di primo piano all'interno della lega, e furono la stagione 1969 e 1970. Nella stagione 1969, quella in cui i Vikings dopo aver vinto il Campionato NFL sfiorarono la vittoria al Super Bowl IV perdendo 7-23 contro i Kansas City Chiefs, Cox mise a segno ben 121 punti, il massimo mai fatto segnare da un kicker fino a quel momento in NFL, risultato ulteriormente migliorato l'anno seguente con 125 punti segnati. In quel biennio Cox fu leader di lega in punti segnati, venendo eletto il primo anno All-Pro e ricevendo il seguente la convocazione al Pro Bowl. Egli si tolse anche la soddisfazione di mettere a segno 4 punti addizionali in altrettanti Super Bowl, ed è attualmente dietro Adam Vinatieri il secondo kicker di tutti i tempi per presenze (4) nell'ambita finalissima, dopo aver detenuto il primato per oltre 30 anni. Nonostante abbia sempre giocato per tutta la carriera in campionati da 14 partite di stagione regolare, Cox riuscì a segnare più di 100 punti in ben 4 stagioni ed i suoi 1.365 punti accumulati in 15 stagioni sino al momento del ritiro (avvenuto al termine della stagione 1977) rappresentarono allora il 2º miglior risultato nella storia della lega, ed ancora oggi gli consentono di occupare la 27ª posizione in questa speciale classifica. Per quanto fatto vedere durante la sua carriera con la maglia dei Vikings, Cox è considerato il più grande kicker nella storia della franchigia ed è stato costantemente inserito in tutte le formazioni ideali e le liste di migliori giocatori della franchigia del Minnesota.

## Vita privata
Sposato con Elayne Darrall Cox da cui ebbe 4 figli, Cox rimase vedovo nel 1978 quando la moglie fu ritrovata annegata nel lago Dean, nella Contea di Crow Wing, con un blocco di cemento legato con catene attorno al collo. Sposò quindi in seconde nozze Bonnie Hope Cox con cui convive tutt'oggi.
Già prima del suo ritiro dal mondo del football, Cox svolgeva il mestiere di chiropratico che è poi divenuta la sua professione a tempo pieno esercitata prima in uno studio in Minnesota e quindi nella sua città natale Monongahela. Egli inoltre possiede la licenza di volo e possiede un proprio aeroplano personale, ma più di ogni altra cosa è famoso per essere l'inventore del NERF football, un ovale del tutto simile alla corrente palla usata nel football professionistico ma realizzata in materiale spugnoso: nel 1972 John Mattox gli illustrò la sua idea di brevettare dei goal post mobili in modo che i ragazzi potessero esercitarsi ad effettuare i calci nel giardino davanti a casa, ma quando gli disse che pensava di accoppiarvi una palla realizzata in materiale pesante che era più difficile da mandare al di fuori del cortile, Cox suggerì invece una palla in materiale leggero in modo che i più piccoli, a cui il prodotto si rivolgeva, potessero evitare di farsi male. Il prodotto nel corso degli anni ebbe talmente tanto successo che la Hasbro, colosso del settore che rilevò i diritti della linea di prodotti NERF, nel corso ha versato ingenti quantità di denaro sul conto corrente di Cox il quale detiene ancora delle royalty sul prodotto.

## Record

### Record dei Vikings
- Maggior numero di stagioni alla guida della squadra in punti segnati: 12 (1963-73, 1976)
- Maggior numero di stagioni consecutive alla guida della squadra in punti segnati: 11 (1963-73)
- Maggior numero di punti segnati in carriera: 1.365 (1963-77)
- Maggior numero di stagioni da 100 o più punti segnati: 4 (1964-65, 1970-71) (condiviso)
- Maggior numero di partite consecutive a punti: 151 (1963-73)
- Maggior numero di punti addizionali tentati in carriera: 538 (1963-77)
- Maggior numero di punti addizionali tentati in una singola partita: 7 (in Baltimore Colts vs Minnesota Vikings, 28/Set/1969, Pittsburgh Steelers vs Minnesota Vikings, 23/Nov/1969, Houston Oilers vs Minnesota Vikings, 13/Ott/1974) (condiviso)
- Maggior numero di punti addizionali realizzati in carriera: 519 (1963-77)
- Maggior numero di punti addizionali realizzati in una singola partita: 7 (in Baltimore Colts vs Minnesota Vikings, 28/Set/1969, Pittsburgh Steelers vs Minnesota Vikings, 23/Nov/1969) (condiviso)
- Maggior numero di punti addizionali consecutivi realizzati in carriera: 199 (1968-74)
- Maggior numero di field goal tentati in carriera: 455 (1963-77)
- Maggior numero di field goal tentati in una singola stagione: 46 (1970)
- Maggior numero di field goal realizzati in carriera: 282 (1963-77)
- Maggior numero di partite consecutive con field goal realizzati: 282 (1963-77)

## Vittorie e premi

### Franchigia
- Campionato NFL: 1

Minnesota Vikings: 1969
- National Football Conference Championship: 3

Minnesota Vikings: 1973, 1974, 1976

### Individuale
- Convocazioni al Pro Bowl: 1

1970
- First Team All-Pro: 1

1969
- First Team All-NFC: 2

1970, 1971
- Leader della NFL in punti segnati: 2

1969, 1970
- Squadra ideale del 25º anniversario dei Minnesota Vikings
- Squadra ideale del 40º anniversario dei Minnesota Vikings
- I 50 più grandi Vikings

## Statistiche
Fonte: NFL.com
| Statistiche in carriera | Statistiche in carriera | Statistiche generali sui field goal | Statistiche generali sui field goal | Statistiche generali sui field goal | Statistiche generali sui field goal | Statistiche generali sui field goal | Statistiche generali sui field goal | Punti addizionali | Punti addizionali | Punti addizionali | Punti addizionali |
| Anno                    | Squadra                 | P                                   | FGB                                 | Lng                                 | FGR                                 | FGC                                 | %                                   | PAR               | PAC               | %                 | PAB               |
| ----------------------- | ----------------------- | ----------------------------------- | ----------------------------------- | ----------------------------------- | ----------------------------------- | ----------------------------------- | ----------------------------------- | ----------------- | ----------------- | ----------------- | ----------------- |
| 1963                    | Minnesota Vikings       | 14                                  | 0                                   | --                                  | 12                                  | 24                                  | 50                                  | 39                | 39                | 100               | 0                 |
| 1964                    | Minnesota Vikings       | 14                                  | 0                                   | --                                  | 21                                  | 33                                  | 63,6                                | 40                | 42                | 95,2              | 0                 |
| 1965                    | Minnesota Vikings       | 14                                  | 0                                   | --                                  | 23                                  | 35                                  | 65,7                                | 44                | 44                | 100               | 0                 |
| 1966                    | Minnesota Vikings       | 14                                  | 0                                   | --                                  | 18                                  | 33                                  | 54,5                                | 34                | 34                | 100               | 0                 |
| 1967                    | Minnesota Vikings       | 14                                  | 0                                   | --                                  | 17                                  | 33                                  | 51,5                                | 26                | 26                | 100               | 0                 |
| 1968                    | Minnesota Vikings       | 14                                  | 0                                   | --                                  | 19                                  | 29                                  | 65,5                                | 31                | 32                | 96,9              | 0                 |
| 1969                    | Minnesota Vikings       | 14                                  | 0                                   | --                                  | 26                                  | 37                                  | 70,3                                | 43                | 43                | 100               | 0                 |
| 1970                    | Minnesota Vikings       | 14                                  | 0                                   | --                                  | 30                                  | 46                                  | 65,2                                | 35                | 35                | 100               | 0                 |
| 1971                    | Minnesota Vikings       | 14                                  | 0                                   | --                                  | 22                                  | 32                                  | 68,8                                | 25                | 25                | 100               | 0                 |
| 1972                    | Minnesota Vikings       | 14                                  | 0                                   | --                                  | 21                                  | 33                                  | 63,6                                | 34                | 34                | 100               | 0                 |
| 1973                    | Minnesota Vikings       | 14                                  | 0                                   | --                                  | 21                                  | 35                                  | 60                                  | 33                | 33                | 100               | 0                 |
| 1974                    | Minnesota Vikings       | 14                                  | 0                                   | --                                  | 12                                  | 20                                  | 60                                  | 32                | 39                | 82,1              | 0                 |
| 1975                    | Minnesota Vikings       | 14                                  | 0                                   | 52                                  | 13                                  | 17                                  | 76,5                                | 46                | 48                | 95,8              | 0                 |
| 1976                    | Minnesota Vikings       | 14                                  | 0                                   | 49                                  | 19                                  | 31                                  | 61,3                                | 32                | 36                | 88,9              | 0                 |
| 1977                    | Minnesota Vikings       | 14                                  | 0                                   | 42                                  | 8                                   | 17                                  | 47,1                                | 25                | 29                | 86,2              | 0                 |
| Carriera                |                         | 210                                 | 0                                   | 52                                  | 282                                 | 455                                 | 62                                  | 519               | 539               | 96,3              | 0                 |